# Československo na Mistrovství Evropy v atletice
Přehled československých medailí na mistrovství Evropy v atletice (na dráze) a na Halové mistrovství Evropy v atletice

## Na dráze

### Celkový přehled
| Rok     | Místo konání | Zlato | Stříbro | Bronz | Celkem |
| ------- | ------------ | ----- | ------- | ----- | ------ |
| ME 1934 | Turín        | 0     | 0       | 1     | 1      |
| ME 1946 | Oslo         | 0     | 0       | 4     | 4      |
| ME 1950 | Brusel       | 3     | 0       | 3     | 6      |
| ME 1954 | Bern         | 4     | 2       | 5     | 11     |
| ME 1958 | Stockholm    | 1     | 2       | 1     | 4      |
| ME 1962 | Bělehrad     | 0     | 1       | 1     | 2      |
| ME 1966 | Budapešť     | 1     | 0       | 0     | 1      |
| ME 1969 | Athény       | 2     | 1       | 2     | 5      |
| ME 1971 | Helsinky     | 2     | 1       | 1     | 4      |
| ME 1974 | Řím          | 0     | 3       | 2     | 5      |
| ME 1978 | Praha        | 0     | 2       | 3     | 5      |
| ME 1982 | Athény       | 1     | 4       | 4     | 9      |
| ME 1986 | Stuttgart    | 1     | 0       | 0     | 1      |
| ME 1990 | Split        | 1     | 0       | 0     | 1      |
| Celkem  |              | 16    | 16      | 27    | 59     |

### Podle medailí

#### Zlato - 16×
| Šampionát | Místo konání | Jméno                                             | Disciplína      | Výkon   |
| --------- | ------------ | ------------------------------------------------- | --------------- | ------- |
| ME 1950   | Brusel       | Emil Zátopek                                      | 5000 m          | 14:03,0 |
| ME 1950   | Brusel       | Emil Zátopek                                      | 10 000 m        | 29:12,0 |
| ME 1950   | Brusel       | Jindřich Roudný                                   | 3000 m překážek | 9:05,4  |
| ME 1954   | Bern         | Emil Zátopek                                      | 10 000 m        | 28:58,0 |
| ME 1954   | Bern         | Jiří Skobla                                       | vrh koulí       | 17,20 m |
| ME 1954   | Bern         | Josef Doležal                                     | chůze na 10 km  | 45:01,8 |
| ME 1954   | Bern         | Dana Zátopková                                    | hod oštěpem     | 52,91 m |
| ME 1958   | Stockholm    | Dana Zátopková                                    | hod oštěpem     | 56,02 m |
| ME 1966   | Budapešť     | Anna Chmelková                                    | 400 m           | 52,9 s  |
| ME 1969   | Athény       | Jaroslava Jehličková                              | 1500 m          | 4:10,7  |
| ME 1969   | Athény       | Miloslava Rezková                                 | skok do výšky   | 1,83 m  |
| ME 1971   | Helsinky     | Ludvík Daněk                                      | hod diskem      | 63,90 m |
| ME 1971   | Helsinky     | Ladislav Kříž Juraj Demeč Jiří Kynos Luděk Bohman | 4 × 100 m       | 39,3 s  |
| ME 1982   | Athény       | Imrich Bugár                                      | hod diskem      | 66,64 m |
| ME 1986   | Stuttgart    | Jozef Pribilinec                                  | chůze na 20 km  | 1:21:15 |
| ME 1990   | Split        | Pavol Blažek                                      | chůze na 20 km  | 1:22:05 |

#### Stříbro - 16×
| Šampionát | Místo konání | Jméno                                                                   | Disciplína      | Výkon     |
| --------- | ------------ | ----------------------------------------------------------------------- | --------------- | --------- |
| ME 1954   | Bern         | Jiří Lanský                                                             | skok do výšky   | 1,98 m    |
| ME 1954   | Bern         | Josef Doležal                                                           | chůze na 50 km  | 4:25:07,4 |
| ME 1958   | Stockholm    | Jiří Lanský                                                             | skok do výšky   | 2,10 m    |
| ME 1958   | Stockholm    | Štěpánka Mertová                                                        | hod diskem      | 52,19 m   |
| ME 1962   | Bělehrad     | Rudolf Tomášek                                                          | skok o tyči     | 4,60 m    |
| ME 1969   | Athény       | Jozef Plachý                                                            | 800 m           | 1:46,2    |
| ME 1971   | Helsinky     | Dušan Moravčík                                                          | 3000 m překážek | 8:26,2    |
| ME 1974   | Řím          | Ludvík Daněk                                                            | hod diskem      | 62,76 m   |
| ME 1974   | Řím          | Milada Karbanová                                                        | skok do výšky   | 1,91 m    |
| ME 1974   | Řím          | Eva Šuranová                                                            | skok daleký     | 6,60 m    |
| ME 1978   | Praha        | Karel Kolář                                                             | 400 m           | 45,77 m   |
| ME 1978   | Praha        | Helena Fibingerová                                                      | vrh koulí       | 20,86 m   |
| ME 1982   | Athény       | Jozef Pribilinec                                                        | chůze na 20 km  | 1:25:55   |
| ME 1982   | Athény       | Jarmila Kratochvílová                                                   | 400 m           | 48,85 s   |
| ME 1982   | Athény       | Helena Fibingerová                                                      | vrh koulí       | 20,94 m   |
| ME 1982   | Athény       | Věra Tylová Milena Matějkovičová Taťána Kocembová Jarmila Kratochvílová | 4 × 400 m       | 3:22,17   |

#### Bronz - 27×
| Šampionát | Místo konání | Jméno                                                      | Disciplína       | Výkon     |
| --------- | ------------ | ---------------------------------------------------------- | ---------------- | --------- |
| ME 1934   | Turín        | František Douda                                            | vrh koulí        | 15,18 m   |
| ME 1946   | Oslo         | Jiří David                                                 | běh na 800 metrů | 21,8 s    |
| ME 1946   | Oslo         | Jan Bém                                                    | skok o tyči      | 4,10 m    |
| ME 1946   | Oslo         | Miroslav Řihošek                                           | skok daleký      | 7,29 m    |
| ME 1946   | Oslo         | Mirko Paráček Leopold Láznička Miroslav Řihošek Jiří David | 4 × 100 m        | 42,2 s    |
| ME 1950   | Brusel       | Jaroslav Fikejz                                            | skok daleký      | 7,20 m    |
| ME 1950   | Brusel       | Jiří Dadák                                                 | hod kladivem     | 53,46 m   |
| ME 1950   | Brusel       | Olga Modrachová                                            | pětiboj          | 3026 bodů |
| ME 1954   | Bern         | Stanislav Jungwirth                                        | 1500 m           | 3:45,4    |
| ME 1954   | Bern         | Emil Zátopek                                               | 5000 m           | 14:10     |
| ME 1954   | Bern         | Jaroslav Kovář                                             | skok do výšky    | 1,96 m    |
| ME 1954   | Bern         | Martin Řehák                                               | trojskok         | 15,10 m   |
| ME 1954   | Bern         | Olga Modrachová                                            | skok do výšky    | 1,63 m    |
| ME 1958   | Stockholm    | Jiří Skobla                                                | vrh koulí        | 17,12 m   |
| ME 1962   | Bělehrad     | Tomáš Salinger                                             | 1500 m           | 3:42,2    |
| ME 1969   | Athény       | Ladislav Kříž Dionýz Szögedi Jiří Kynos Luděk Bohman       | 4 × 100 m        | 39,5 s    |
| ME 1969   | Athény       | Mária Mračnová                                             | skok do výšky    | 1,83 m    |
| ME 1971   | Helsinky     | Lubomír Nádeníček                                          | 110 m překážek   | 14,3 s    |
| ME 1974   | Řím          | Vladimír Malý                                              | skok do výšky    | 2,19 m    |
| ME 1974   | Řím          | Helena Fibingerová                                         | vrh koulí        | 20,33 m   |
| ME 1978   | Praha        | Imrich Bugár                                               | hod diskem       | 64,66 m   |
| ME 1978   | Praha        | Josef Lomický František Břečka Miroslav Tulis Karel Kolář  | 4 × 400 m        | 3:04,0    |
| ME 1978   | Praha        | Jarmila Nygrýnová                                          | skok daleký      | 6,69 m    |
| ME 1982   | Athény       | Jan Leitner                                                | skok daleký      | 8,08 m    |
| ME 1982   | Athény       | Remigius Machura                                           | vrh koulí        | 20,59 m   |
| ME 1982   | Athény       | Pavol Blažek                                               | chůze na 20 km   | 1:26:13   |
| ME 1982   | Athény       | Taťána Kocembová                                           | 400 m            | 50,55 s   |

## V hale

### Celkový přehled
| Rok      | Místo konání  | Zlato | Stříbro | Bronz | Celkem |
| -------- | ------------- | ----- | ------- | ----- | ------ |
| HME 1971 | Sofie         | 1     | 0       | 0     | 1      |
| HME 1972 | Grenoble      | 1     | 0       | 3     | 4      |
| HME 1973 | Rotterdam     | 2     | 2       | 2     | 6      |
| HME 1974 | Göteborg      | 1     | 1       | 4     | 6      |
| HME 1975 | Katovice      | 1     | 1       | 0     | 2      |
| HME 1976 | Mnichov       | 0     | 1       | 1     | 2      |
| HME 1977 | San Sebastián | 2     | 0       | 0     | 2      |
| HME 1978 | Milán         | 2     | 0       | 0     | 2      |
| HME 1979 | Vídeň         | 1     | 2       | 0     | 3      |
| HME 1980 | Sindelfingen  | 1     | 2       | 0     | 3      |
| HME 1981 | Grenoble      | 1     | 1       | 0     | 2      |
| HME 1982 | Milán         | 1     | 2       | 0     | 3      |
| HME 1983 | Budapešť      | 3     | 1       | 1     | 5      |
| HME 1984 | Göteborg      | 6     | 2       | 2     | 10     |
| HME 1985 | Pireus        | 2     | 3       | 1     | 6      |
| HME 1986 | Madrid        | 0     | 0       | 1     | 1      |
| HME 1987 | Liévin        | 1     | 0       | 1     | 2      |
| HME 1988 | Budapešť      | 3     | 2       | 0     | 5      |
| HME 1989 | Haag          | 0     | 1       | 1     | 2      |
| HME 1990 | Glasgow       | 0     | 0       | 1     | 1      |
| HME 1992 | Janov         | 0     | 1       | 1     | 2      |
| Celkem   |               | 29    | 22      | 19    | 70     |

### Podle medailí

#### Zlato - 29×
| Šampionát | Místo konání  | Jméno                 | Disciplína    | Výkon    |
| --------- | ------------- | --------------------- | ------------- | -------- |
| HME 1971  | Sofie         | Milada Karbanová      | skok do výšky | 180 cm   |
| HME 1972  | Grenoble      | Jozef Plachý          | 800 m         | 1:48,84  |
| HME 1973  | Rotterdam     | Jaroslav Brabec       | vrh koulí     | 20,29 m  |
| HME 1973  | Rotterdam     | Helena Fibingerová    | vrh koulí     | 19,08 m  |
| HME 1974  | Göteborg      | Helena Fibingerová    | vrh koulí     | 20,75 m  |
| HME 1975  | Katovice      | Vladimír Malý         | skok do výšky | 221 cm   |
| HME 1977  | San Sebastián | Jarmila Nygrýnová     | skok daleký   | 663 cm   |
| HME 1977  | San Sebastián | Helena Fibingerová    | vrh koulí     | 21,46 m  |
| HME 1978  | Milán         | Jarmila Nygrýnová     | skok daleký   | 662 cm   |
| HME 1978  | Milán         | Helena Fibingerová    | vrh koulí     | 20,67 m  |
| HME 1979  | Vídeň         | Karel Kolář           | 400 m         | 46,21 s  |
| HME 1980  | Sindelfingen  | Helena Fibingerová    | vrh koulí     | 19,92 m  |
| HME 1981  | Grenoble      | Jarmila Kratochvílová | 400 m         | 50,07 s  |
| HME 1982  | Milán         | Jarmila Kratochvílová | 400 m         | 49,59 s  |
| HME 1983  | Budapešť      | Jarmila Kratochvílová | 400 m         | 49,69 s  |
| HME 1983  | Budapešť      | Eva Murková           | skok daleký   | 677 cm   |
| HME 1983  | Budapešť      | Helena Fibingerová    | vrh koulí     | 20,61 m  |
| HME 1984  | Göteborg      | Jarmila Kratochvílová | 200 m         | 23,02 s  |
| HME 1984  | Göteborg      | Taťána Kocembová      | 400 m         | 49,97 s  |
| HME 1984  | Göteborg      | Lubomír Tesáček       | 3000 m        | 7:53,16  |
| HME 1984  | Göteborg      | Jan Leitner           | skok daleký   | 796 cm   |
| HME 1984  | Göteborg      | Helena Fibingerová    | vrh koulí     | 20,34 m  |
| HME 1984  | Göteborg      | Milena Matějkovičová  | 800 m         | 1:59,52  |
| HME 1985  | Pireus        | Remigius Machura      | vrh koulí     | 21,74 m  |
| HME 1985  | Pireus        | Helena Fibingerová    | vrh koulí     | 20,84 m  |
| HME 1987  | Liévin        | Jozef Pribilinec      | chůze na 5 km | 19:08,44 |
| HME 1988  | Budapešť      | Aleš Höffer           | 60 m překážek | 7,56 s   |
| HME 1988  | Budapešť      | Remigius Machura      | vrh koulí     | 21,42 m  |
| HME 1988  | Budapešť      | Jozef Pribilinec      | chůze na 5 km | 18:44,40 |

#### Stříbro - 22×
| Šampionát | Místo konání | Jméno                 | Disciplína    | Výkon      |
| --------- | ------------ | --------------------- | ------------- | ---------- |
| HME 1973  | Rotterdam    | Jiří Palkovský        | skok do výšky | 220 cm     |
| HME 1973  | Rotterdam    | Jarmila Nygrýnová     | skok daleký   | 630 cm     |
| HME 1974  | Göteborg     | Milada Karbanová      | skok do výšky | 188 cm     |
| HME 1975  | Katovice     | Helena Fibingerová    | vrh koulí     | 19,97 m    |
| HME 1976  | Mnichov      | Jarmila Nygrýnová     | skok daleký   | 657 cm     |
| HME 1979  | Vídeň        | Jarmila Kratochvílová | 400 m         | 51,81 s    |
| HME 1979  | Vídeň        | Jarmila Nygrýnová     | skok daleký   | 642 cm     |
| HME 1980  | Sindelfingen | Karel Kolář           | 400 m         | 46,55 s    |
| HME 1980  | Sindelfingen | Jaromír Vlk           | vrh koulí     | 20,19 m    |
| HME 1981  | Grenoble     | Helena Fibingerová    | vrh koulí     | 20,64 m    |
| HME 1982  | Milán        | Remigius Machura      | vrh koulí     | 20,07 m    |
| HME 1982  | Milán        | Helena Fibingerová    | vrh koulí     | 19,24 m    |
| HME 1983  | Budapešť     | Zuzana Moravčíková    | 800 m         | 2:01,66    |
| HME 1984  | Göteborg     | Vlastimil Mařinec     | trojskok      | 17,16 m    |
| HME 1984  | Göteborg     | Eva Murková           | skok daleký   | 655 cm     |
| HME 1985  | Pireus       | Jiří Hudec            | 60 m překážek | 7,68 s     |
| HME 1985  | Pireus       | Ján Čado              | trojskok      | 17,23 m    |
| HME 1985  | Pireus       | Eva Murková           | skok daleký   | 699 cm     |
| HME 1988  | Budapešť     | Roman Mrázek          | chůze na 5 km | 18:44,93   |
| HME 1988  | Budapešť     | Dana Vavřačová        | chůze na 3 km | 12:51,08   |
| HME 1989  | Haag         | Roman Mrázek          | chůze na 5 km | 18:40,11   |
| HME 1992  | Janov        | Robert Změlík         | sedmiboj      | 6 118 bodů |

#### Bronz - 19×
| Šampionát | Místo konání | Jméno             | Disciplína    | Výkon   |
| --------- | ------------ | ----------------- | ------------- | ------- |
| HME 1972  | Grenoble     | Jaroslav Brož     | skok daleký   | 788 cm  |
| HME 1972  | Grenoble     | Jaroslav Brabec   | vrh koulí     | 19,94 m |
| HME 1972  | Grenoble     | Jarmila Nygrýnová | skok daleký   | 639 cm  |
| HME 1973  | Rotterdam    | Jozef Plachý      | 800 m         | 1:49.50 |
| HME 1973  | Rotterdam    | Milada Karbanová  | skok do výšky | 186 cm  |
| HME 1974  | Göteborg     | Jozef Plachý      | 800 m         | 1:49,49 |
| HME 1974  | Göteborg     | Pavel Pěnkava     | 3000 m        | 7:51,79 |
| HME 1974  | Göteborg     | Vladimír Malý     | skok do výšky | 220 cm  |
| HME 1974  | Göteborg     | Jaroslav Brabec   | vrh koulí     | 19,87 m |
| HME 1976  | Mnichov      | Milada Karbanová  | skok do výšky | 189 cm  |
| HME 1983  | Budapešť     | Ivana Kleinová    | 1500 m        | 4:17,21 |
| HME 1984  | Göteborg     | Jiří Hudec        | 60 m překážek | 7,77 s  |
| HME 1984  | Göteborg     | Ivana Kleinová    | 3000 m        | 9:15,71 |
| HME 1985  | Pireus       | Alena Bulířová    | 400 m         | 52,54 s |
| HME 1986  | Madrid       | Jan Leitner       | skok daleký   | 817 cm  |
| HME 1987  | Liévin       | Ivana Walterová   | 1500 m        | 4:09,99 |
| HME 1989  | Haag         | Milan Mikuláš     | trojskok      | 16,93 m |
| HME 1990  | Glasgow      | Jiří Valík        | 60 m          | 6,63 s  |
| HME 1992  | Janov        | Jiří Hudec        | 60 m překážek | 7,72 s  |